# خدای جنگ: روح اسپارت
خدای جنگ: روح اسپارت (به انگلیسی: God of War: Ghost of Sparta) یک بازی ویدئویی در ژانر اکشن-ماجراجویی و هک اند اسلش از مجموعه بازی‌های خدای جنگ است که استودیو سنتا مونیکا و ردی ات دان آن را توسعه دادند و سونی کامپیوتر انترتینمنت در ۲ نوامبر ۲۰۱۰ آن را به‌طور انحصاری برای کنسول پلی‌استیشن همراه منتشر کرد. این بازی ششمین قسمت سری خدای جنگ است. این بازی که کمابیش بر پایهٔ اساطیر یونانی است، در یونان باستان قرار دارد و داستان آن حول انگیزه انتقام می‌چرخد. بازیکن کنترل شخصیت اصلی بازی کریتوس را در دست می‌گیرد. کریتوس همچنان به خاطر گذشته‌اش در عذاب است و تصمیم به کشف کردن ریشه‌های خود دارد. در آتلانتیس، او مادر خود کالیستو‏ را پیدا می‌کند که ادعا دارد برادرش دیموس‏ هنوز زنده است. کریتوس برای نجات برادرش به قلمروی مرگ می‌رود. پس از آن که او برادرش را نجات داد، دو برادر تصمیم می‌گیرند ضد خدای مرگ، تاناتوس متحد شوند.
گیم‌پلی این بازی همانند نسخه‌های پیشین بر مبارزه‌های کمبو تمرکز دارد و بازیکن از اسلحه‌های بازی، «شمشیرهای آتنا»‏ و «بازوهای اسپارت»‏ که بعداً در بازی به دست می‌آید، استفاده می‌کند. این بازی شامل رویدادهای فوری است که باعث می‌شود بازیکن در یک زمان مشخص برای شکست دادن دشمن‌ها و غول آخر تصمیماتی بگیرد. راه‌های دیگر مبارزه استفاده از حداکثر سه حمله جادویی و یک توانایی افزایش قدرت در بازی است. روح اسپارت همچنین شامل عنصرهای گیم‌پلی دیگری مانند معما و سکوبازی است. سیستم مبارزه و نبرد در بازی ۲۵ درصد نسبت به بازی پیشین، خدای جنگ: زنجیرهای المپ رشد کرده‌است.
روح اسپارت برای داستان، گیم‌پلی و گرافیک بسیار ستوده شده‌است. برخی از منتقدان این بازی را بهترین بازی سکوی پلی‌استیشن همراه می‌دانند. برخی دیگر این بازی را با نسخه‌های پلی‌استیشن ۳ مقایسه کردند و گرافیک آن را از نسخه‌های خدای جنگ در پلی‌استیشن ۲ بهتر دانستند. روح اسپارت چندین جایزه گوناگون مانند «بهترین بازی در دست» و «بهترین بازی برای پلی‌استیشن همراه» را کسب کرده‌است. این بازی در مراسم ای۳ جایزه بهترین بازی پلی‌استیشن همراه و در جوایز بازی‌های ویدئویی اسپایک جایزه بهترین بازی در دست را برده‌است. در ژوئن سال ۲۰۱۲، این بازی در سراسر جهان ۱٫۲ میلیون نسخه فروخت که آن را به پانزدهمین بازی پرفروش پلی‌استیشن همراه تبدیل کرد. همراه با زنجیرهای المپ، این بازی در ۱۳ سپتامبر سال ۲۰۱۱ بازسازی شد و در ۲۸ اوت ۲۰۱۲ به عنوان بخشی از خدای جنگ:کلکسیون ریشه‌ها‏ برای پلی‌استیشن ۳ منتشر شد.
از دیدگاه خط زمانی داستان سری، خدای جنگ: معراج در جایگاه نخست و نسخه‌های زنجیرهای المپ، خدای جنگ، روح اسپارت، خیانت، خدای جنگ ۲، خدای جنگ ۳ و پس از آن‌ها خدای جنگ سال ۲۰۱۸ به ترتیب در داستان جای می‌گیرند.

## گیم‌پلی
گیم‌پلی روح اسپارت همانند نسخه‌های پیشین این مجموعه است. این بازی تک‌نفره و سوم شخص است و از دید یک دوربین پابرجا دیده می‌شود. بازیکن شخصیت کریتوس را کنترل می‌کند و با عنصرهایی مانند هک اند اسلش، کمبو، سکوبازی و معما درگیر است. در این بازی بازیکن با دشمنانی چون مینوتور، سیکلوپ‌ها، هارپی، گورگون و ساتیر روبرو می‌شود که در اساطیر یونانی ریشه دارند. در بازی، موجوداتی مانند کرها، گروئون، خودکاره، بوریاس و تریتون هم هستند که با الهام از اساطیر، اختصاصاً برای این بازی طراحی شده‌اند. عنصرهای سکوبازی بازیکن را مجبور به بالا رفتن از دیوارها، پرش از شکاف‌ها، تاب خوردن بر طناب‌ها و ثابت ایستادن بر روی تیر می‌کند تا بتواند از قسمت‌های مختلف بازی عبور کند. برخی از معماهای بازی ساده هستند؛ همانند هل دادن یک جعبه برای رد شدن از گذرگاهی که با یک پرش عادی، رد از آن ممکن نیست. اما معماهای دیگری مانند پیدا کردن تکه‌های مختلفی در فضای بازی برای باز کردن یک در، پیچیدگی بیشتری دارند. در این نسخه از خدای جنگ، قدرت‌های جادویی، توانایی‌های ناوبری و اسلحه‌هایی معرفی شده‌است که در نسخه‌های پیشین وجود نداشت. این تغییرات، روح اسپارت را ۲۵٪ نسبت به نسخهٔ زنجیرهای المپ متفاوت کرده‌است.

### مبارزه‌ها

کریتوس در حال نبرد با سکولا دکمه‌های L و R در بالا سمت چپ و بالا سمت راست نشان‌دهنده یک رویداد فوری است.

اسلحه اصلی کریتوس، یعنی شمشیرهای آتنا یک جفت تیغ هستند که دور مچ دست و بازوهای او پیچیده‌است. در گیم‌پلی، بازیکن می‌تواند تیغه‌ها را برای حمله به صورت‌های مختلفی بچرخاند. بعداً کریتوس اسلحه جدیدی به نام «شمشیرهای اسپارتا» به دست می‌آورد؛ یک سپر و نیزه که شیوه‌های جدیدی برای مبارزه عرضه می‌کند (به عنوان مثال، کریتوس می‌تواند از سپر برای دفاع و از نیزه برای حمله استفاده کند (مانند پرتاب آن به اهداف دور)). کریتوس یک ابرتوانایی به عنوان «قاتل ترا»‏به دست می‌آورد که پره‌های تیغ‌هایش را با آتش روشن می‌کند. این توانایی، شبیه به توانایی خشم در بازی‌های پیشین است و باعث افزایش آسیب حمله می‌شود و به اندازه کافی قوی است که به زره دشمن نفوذ کند. همانند خدای جنگ ۳، این قابلیت تجدیدپذیر است و می‌توان دوباره از آن استفاده کرد. هردوی «شمشیرهای اسپارتا» و «قاتل ترا» برای غلبه بر موانع فیزیکی در محیط بازی نیز استفاده می‌شود، مثلاً برای باز کردن برخی درها باید از «قاتل ترا» استفاده شود. همان‌طور که بازی پیش می‌رود، کریتوس استفاده از سه توانایی جادویی شامل «چشم آتلانتیس»، «شلاق ارینیس» و «شاخ بوریاس» را یادمی‌گیرد که بر تنوع روش‌های حمله به دشمن می‌افزاید. نیزه سه شاخه پوزئیدون از نسخه پیشین باقی مانده‌است که به کریتوس اجازه می‌دهد زیر آب نفس بکشد، یک توانایی ضروری برای بخش‌هایی از بازی که نیازمند استفاده از این نیزه هستند.
سیستم مبارزه به روز شده‌است تا به کریتوس اجازه کوبیدن دشمنان به زمین و همچنین پرت کردن آنها را بدهد. همچنین توانایی مبارزه در هوا نیز افزوده شده‌است. یک «سیستم تقویت شده مرگ» نیز استفاده شده‌است، که شامل اسلحه‌های خاص و پویانمایی‌های تازه از مرگ دشمنان است.
حالت چالشی این بازی، «چالش خدایان» نامیده می‌شود که شامل پنج چالش آرس است و هشت چالش آتنا نیز می‌تواند باز شود. حالت چالش از بازیکن می‌خواهد تا کارهای خاصی را انجام دهند؛ مثلاً بدون حمله به دشمن آنها را بُکُشد. یک حالت که به‌طور ویژه به این بازی افزوده شده‌است، معبد زئوس است، که به بازیکنان اجازه می‌دهد گوی‌های قرمز خود را قربانی کند تا ویژگی‌های تازه‌ای همانند چالش‌های آتنا، لباس‌های نو برای کریتوس، ویدئوهای پشت صحنه و هنر مفهوم از شخصیت‌ها و محیط‌های بازی را باز کند. تمام کردن هر سطح سختی، پاداش‌های تازه‌ای به بازیکن می‌دهد. یک محیط نبرد (مانند آنچه که در خدای جنگ ۳ بود)، به بازیکن اجازه انتخاب دشمنان و تنظیم درجه سختی را می‌دهد تا بازیکن مهارت‌های خود را بسنجد.

## خلاصه داستان

### پیش‌زمینه
از دیدگاه خط زمانی داستان سری، خدای جنگ: معراج در جایگاه نخست و نسخه‌های زنجیرهای المپ، خدای جنگ، روح اسپارت، خیانت، خدای جنگ ۲، خدای جنگ ۳ و پس از آن‌ها خدای جنگ سال ۲۰۱۸ به ترتیب در داستان جای می‌گیرند.
مانند نسخه‌های پیشین خدای جنگ، خدای جنگ:روح اسپارت در یک نسخه موازی از یونان باستان قرار دارد که در آن خدایان المپ‌نشین، تیتان‌ها و دیگر موجودات از اساطیر یونانی زندگی می‌کنند. به غیر از فلش‌بک‌ها، داستان و رویدادهای بازی میان نسخه‌های یک (۲۰۰۵) و خدای جنگ: خیانت (۲۰۰۷) قرار دارند. مکان‌های مختلفی در بازی قرار دارد، مانند شهر خیالی آتلانتیس (که جلوتر در بازی غرق می‌شود). آتلانتیس یک شهر خیالی است که به دست خدای دریاها پوزئیدون ساخته شده‌است و معبد پوزئیدون در آن قرار دارد. در نزدیکی این شهر، آتشفشان متانا که در جهان واقعی نیز وجود دارد واقع شده، که توسط یک پیچ ارشمیدس حفاظت می‌شود و تیتان ترا در آن زندانی است. در محوطه‌های خارجی شهر، معبد تاناتوس قرار دارد، دروازه مرگ و درگاه به قلمروی مرگ نیز در همان‌جا قرار دارد. دیگر مکان‌ها شامل جزیره کرت و پایتخت آن هراکلیون، کوه‌های آروئانیا، شهر باستانی اسپارت (که جایگاه معبد آرس است)، کوه‌های لاکونیا و یک صحنه خلاصه از شهر آتن است.

### شخصیت‌ها
شخصیت پیش‌قدم در بازی، کریتوس است (با صدای ترنس سی کارسون)، که خدای جنگ پیشین یعنی آرس (با صدای استیون بلوم در فلش‌بک‌ها) را به قتل رسانده‌است. دیگر شخصیت‌ها آتنا، الهه دانش که به کریتوس برای کشف کردن ریشه‌ها و گذشته‌های خود هشدار می‌دهد، دیموس (مارک دکلین) برادر کوچک‌تر کریتوس که در قلمروی مرگ زندانی و شکنجه شده‌است، تاناتوس، ضدقهرمان اصلی داستان و خدای مرگ، کالیستو، مادر کریتوس، دیموس، برادر کریتوس، ترا، یک تیتان که در آتشفشان متانا زندانی شده‌است و ارینیئس‏، دختر تاناتوس هستند. شخصیت‌های فرعی عبارتند از: لانائوس‏، یکی از خدمتگزاران پوزئیدون، پادشاه میداس، پادشاهی که هرچه را لمس کند تبدیل به طلا می‌شود، گورکن ‏ (پل ایدینگ)، که به کریتوس هشدار می‌دهد با خدایان درگیر نشود، یک سرباز وفادار اسپارتی (گیدیون امری) و پوزئیدون (گیدیون امری). همچنین اگر بازیکن گورکن را انتخاب کند، زئوس، پادشاه خدایان، در محیط نبرد ظاهر می‌شود.

### داستان
با توجه به مجموعه‌ای از فلش‌بک‌ها، تیتان‌هایی که پس از جنگ تیتان‌ها به اسارت گرفته شده بودند باعث نابودی المپ نمی‌شوند، بلکه یک جنگجوی نشان‌دار خاص المپ را نابود خواهد کرد. المپی‌ها، زئوس و آرس باور داشتند که این جنگجو، باید دیموس، برادر کریتوس باشد؛ چون هنگام تولد نشانه‌های عجیبی داشت. آرس در تمرینی که کریتوس و دیموس در دوران کودکی داشتند دخالت کرد و با کمک آتنا دیموس را دزدید. کریتوس تلاش کرد تا جلوی آرس را بگیرد اما آرس او را هل داد و در چشم راست او یک زخم بزرگ ایجاد کرد. آتنا جلوی آرس را گرفت و نگذاشت کریتوس را بکشد. دیموس پس از آنکه به قلمروی مرگ برده شد، به دست تاناتوس زندانی و شکنجه شد. کریتوس به افتخار برادرش یک خط قرمز را بر صورتش خالکوبی کرد، همانند نشانه‌ای که برادرش هنگام تولد داشت.
سال‌ها بعد، زمانی بازی آغاز می‌شود که کریتوس جای آرس را به عنوان خدای جنگ نو در کوه المپ گرفته‌است. کریتوس که همچنان به خاطر گذشته‌اش در عذاب بود، برخلاف توصیه آتنا تصمیم می‌گیرد که گذشته‌اش را کشف کند و به معبد پوزئیدون در آتلانتیس سفر می‌کند. هیولای دریایی، سکولا به کشتی کریتوس و خدمه آن در سواحل آتلانتیس حمله و آن را نابود می‌کند. پس از مجموعه‌ای از نبردها و درگیری‌ها سراسر شهر، کریتوس سرانجام سکولا را می‌کشد.
پس از آنکه کریتوس به معبد رسید، با مادر خود کالیستو روبرو شد که تلاش می‌کند هویت پدرش را فاش کند. هنگامی که کالیستو به یک هیولای هولناک تبدیل شد و کریتوس مجبور می‌شود با او بجنگد و پیش از آن که بمیرد، از کریتوس تشکر کرد و از او خواهش کرد در اسپارت به جستجوی دیموس درآید. پیش از ترک معبد، کریتوس با تیتان زندانی، ترا مواجه شد و او را آزاد کرد. آزادی ترا باعث فوران متانا و متعاقباً نابودی آتلانتیس شد. هنگام فرار کردن، کریتوس با گورکن روبرو شد و گورکن به کریتوس دربارهٔ عواقب درگیری با خدایان هشدار داد.
کریتوس که به دنبال سرنخ پیدا کردن برادرش دیموس بود، تصمیم می‌گیرد به زادگاهش اسپارت برود. در طول رفتن به اسپارت، کریتوس با الهه ارینیئس، دختر تاناتوس مواجه می‌شود که از زمان نابودی آتلانتیس به دنبال کریتوس بود. پس از یک نبرد با ارینیئس، کریتوس او را می‌کشد و سپس به اسپارت می‌رسد، و در آن‌جا گروهی از اسپارتی‌ها را می‌بیند که درحال تخریب مجسمه آرس و عوض کردن آن با یک مجسمه از کریتوس هستند. کریتوس پس از آن یک دگراندیش وفادار به آرس را تعقیب می‌کند و او را در اسپارت به زندان می‌اندازد زیرا قصد داشت با آزاد کردن شیر پیرئاس کریتوس را بکشد. با شکست دادن هر دو دشمن، کریتوس راهش را به معبد آرس ادامه می‌دهد و در آنجا با روح دوران کودکی خود روبرو می‌شود و می‌فهمد که باید به آتلانتیس که اکنون غرق شده‌است برگردد و موقعیت قلمروی مرگ را پیدا کند. پیش از آنکه او اسپارت را ترک کند، یک سرباز اسپارتی وفادار به او اسلحه‌های پیشین خود، «بازوهای اسپارت» را برمی‌گرداند. کریتوس از این اسلحه زمانی که فرماندار ارتش اسپارتی‌ها بود استفاده می‌کرد. پس از آنکه او به آتلانتیس برمی‌گردد، به علت غرق کردن شهر مورد علاقه پوزئیدون، با خشم پوزئیدون روبرو می‌شود.
زمانی که کریتوس وارد قلمروی مرگ می‌شود، برادرش را آزاد می‌کند. دیموس از این که کریتوس او را زودتر نجات نداده بود، عصبانی می‌شود و با کریتوس می‌جنگد و او را شکست می‌دهد. هرچند، تاناتوس دخالت می‌کند و دیموس را به پرتگاه خودکشی می‌برد و او را از پرتگاه به پایین پرت می‌کند. کریتوس برادرش را از مرگ نجات می‌دهد. دیموس که بعداً از کریتوس سپاسگزار شده بود به او در نبردش با خدایان کمک می‌کند. در این مرحله، تاناتوس متوجه اشتباه آرس شد؛ کریتوس آن جنگجوی اسپارتی است که باید به اسارت گرفته می‌شد و نشانهٔ او خالکوبی قرمزش بود. هرچند که تاناتوس دیموس را می‌کشد اما در عوض خود او نیز به دست کریتوس کشته می‌شود. کریتوس برای به یاد داشتن برادرش، پس از دفن کردن جسدش اسلحه «بازوهای اسپارت» را کنار گور او می‌گذارد و همان موقع گورکن از کریتوس به عنوان «مرگ… نابودکننده دنیاها» یاد می‌کند. آتنا ظاهر می‌شود و از کریتوس برای بخشش التماس می‌کند و در ازای فاش نکردن حقیقت به او پیشنهاد خدایی می‌دهد اما کریتوس او را نادیده می‌گیرد و به المپ بازمی‌گردد، و قول می‌دهد که «خدایان تقاص این کار را پس می‌دهند.» همان موقع که کریتوس در حال رفتن است، آتنا با عذرخواهی به او نگاه می‌کند و خارج از گوشش زمزمه می‌کند: «مرا ببخش… برادر»
در صحنه پس از تیتراژ بازی، گورکن کالیستو را کنار دیموس به خاک می‌سپارد و می‌گوید: «هم‌اکنون… فقط یک نفر مانده‌است». در صحنه آخر بازی، کریتوس غرق در تفکر عمیق، بر تخت پادشاهی در کوه المپ نشسته‌است.

## توسعه
خدای جنگ: روح اسپارت در ۴ مه ۲۰۱۰ در وبلاگ پلی‌استیشن معرفی شد. به گفته سونی، استودیوی ردی ات دان از «جدیدترین فناوری‌های دیداری» استفاده کرد که باعث شد بازی «محیط و شخصیت‌های باکیفیت‌تری» داشته باشد. روح اسپارت %۲۵ گیم‌پلی بیشتر نسبت به بازی پیشین این مجموعه بر پلی‌استیشن همراه، یعنی زنجیرهای المپ دارد. با توجه به اینکه دشمن‌ها و شخصیت‌های بیشتری به بازی افزوده شده‌اند، توسعه بازی ۲۳ ماه به طول انجامید. رو وراسوریا،‏ توسعه‌دهندهٔ زنجیرهای المپ به علت مشغله‌های کاری نتوانست مسئولیت توسعهٔ این بازی را بر عهده بگیرد پس دانا جن،‏ طراح ارشد زنجیرهای المپ مسئولیت توسعه دادن این بازی را بر عهده گرفت. در سال ۲۰۱۰ در کامیک-کان سن دیگو، جن اظهار داشت که توسعه بازی از سال ۲۰۰۸ آغاز شده بود و هدف این بود که بازی از زنجیرهای المپ، که پلی‌استیشن همراه را تا مرزهای عملکردی خود «رسانده بود»، بزرگ‌تر و گسترده‌تر باشد. او همچنین اظهار داشت این بازی پلی‌استیشن همراه را به «نهایت ظرفیت و توان» خود رسانده بود و یکی از ویژگی‌های تازه این بود که روی صفحه نمایش دشمنان بیشتری نمایش داده می‌شدند. کانسپت کلی بازی به عنوان یک تیزر برای بازیکنانی که تروفی پلاتینیوم بازی خدای جنگ ۳ را در پلی‌استیشن ۳ به‌دست آوردند نشان داده شد. تروفی پیوند یک تارنما به نشانی «spartansstandtall.com» را باز می‌کرد که یک پویانمایی ساده از بارش باران برروی یک سپر اسپارتی بود و یک نوار را نشان می‌داد. نوار با هردفعه که بازیکنان تروفی پلاتینیوم را می‌گرفتند و به آن تارنما می‌رفتند پرتر می‌شد. در ۴ مه ۲۰۱۰، نوار به حداکثر رسید و پر شد و وبگاه برای آخرین بار به روز شد. پس از آن یک عکس از کریتوس که بروی یک بازتاب ایستاده بود و لوگوی خدای جنگ: روح اسپارت نشان داده شد. در ۱۵ ژوئن ۲۰۱۰، سونی در مراسم ای۳ ۲۰۱۰ یک تریلر سینمایی از بازی روایت شده توسط لیندا هانت را منتشر کرد.

برادر کریتوس، دیموس.

دانا جان اظهار داشت آن‌ها خط داستانی بازی را میان خدای جنگ و خدای جنگ ۲ قرار دادند زیرا «پرکردن خلاء داستانی منطقی‌تر بود». جن گفت با برخی از صحنه‌ها، تیم برنامه‌نویسی «مطمئن نبود که بازیکنان چگونه واکنش نشان می‌دهند» زیرا «روند داستانی خدای جنگ معمولاً آرام نمی‌شود» و تیم نگران این بود که آیا «داستان به اندازه کافی فریبنده و جالب برای ادامه دادن بازیکن خواهد بود یا خیر». دربارهٔ معماها، جن اظهار داشت که تلاش کردند نتیجه معماها را نامعلوم قرار دهند زیرا بازیکان فکر می‌کنند که مجبورند «چیزی را هل می‌دهند، یک جسد را حمل می‌کنند یا با تیغه‌ها چیزی را در هم می‌کوبند». با اشاره به یک بخش احتمالی تازه در ردی ات دان، جن اظهار داشت که او توسط فلش‌بک‌های داستان خدای جنگ و خدای جنگ ۲ شیفته شده بود و «قطعاً یک داستان دربارهٔ گذشته کریتوس وجود دارد که کسی به آن فکر نکرده بود». برای شخصیت دیموس، جن اظهار داشت که اولین اشاره به او در صحنه پایانی بازی زنجیرهای المپ بوده‌است. در بازی و آن صحنه، هلیوس می‌گوید «فکر می‌کنید آن‌ها زنده می‌مانند؟» و آتنا در پاسخ می‌گوید «باید بمانند». جن گفته‌است که این دیالوگ از عمد در بازی قرار داده شده‌است و در خدای جنگ ۳ به دیموس اشاراتی شده‌است. او این ادعا که کریتوس و دیموس دوقلو نیستند را پذیرفته و گفته‌است که در عین حال که زئوس پدر کریتوس است، «پدر دیموس یک راز باقی می‌ماند». او پذیرفته‌است که یک شخصیت به نام «دومینوس» (نام اصلی کریتوس) در بازی حضور دارد و صحنه‌ای از سربازی به نام دومینوس مربوط به آن است. او همچنین اظهار داشته‌است که نمی‌داند خدای جنگ: خیانت به‌طور زمانی در کجای سری جا دارد.
چندین صداپیشه برای نقش‌های خود در روح اسپارت برگشتند، مانند ترنس سی. کارسون‏، ارین تورپی‏، گیدئون امری‏، استیون بلوم‏، پل ایدینگ‏ و لیندا هانت‏ که به ترتیب نقش صدای کریتوس، آتنا، پوزئیدون، آرس، گورکن و راوی داستان را بر عهده داشتند. بازیگران مارک دکلین‏ و آرتور بورگارت‏ به ترتیب صداگذاری شخصیت‌های دیموس و تاناتوس را بر عهده داشتند. در صحنه‌های فلش‌بک دوران کودکی کریتوس، آنتونی دل ریو‏، بریجر زادینا‏ و جنیفر هیل‏ به ترتیب صداگذاری‌های کریتوس، دیموس و کالیستو را بر عهده داشتند. ارین تورپی و جنیفر هیل هر دو از روش اضافه دوبله کردن استفاده کردند. جاش کیتون که پیش‌تر صداگذاری سرباز وفادار اسپارتی را انجام داده بود، برای تکرار نقش خود بازنگشت و بنابراین، گیدئون امری علاوه بر پوزئیدون صداگذاری سرباز اسپارتی را بر عهده داشت. فرد تاتاسکیوره، صداگذاری شخصیت‌های لانائوس، پادشاه میداس و زئوس را برعهده داشت. مدیران صداگذاری کریس زیمرمن و گوردون هانت بودند.

## عرضه
دمو یا نسخه آزمایشی خدای جنگ: روح اسپارت در مراسم ای۳ سونی در دسترس شرکت‌کنندگان رویداد قرار گرفت تا بازی کنند. این دمو یک سکانس ۱۵ دقیقه‌ای از کریتوس بود که با دشمنان دریایی و زمینی و همچنین دشمن اصلی یعنی سکولا می‌جنگید. این سکانس همچنین استفاده کریتوس از یک اسلحه تازه به نام «بازوهای اسپارت» و یک حمله جادویی به نام «چشم آتلانتیس» را نشان می‌داد. در ۳ سپتامبر ۲۰۱۰، استودیوی ردی ات دان برای کسانی که در وبگاه‌های «GodofWar.com» و «SpartansStandTall.com» ثبت نام کرده بودند یک کوپن نسخه آزمایشی ایمیل کرد و در ۷ سپتامبر، اعضای پلی‌استیشن پلاس به بازی دسترسی زودهنگام پیدا کردند. این نسخه دمو در ۲۸ سپتامبر، در فروشگاه پلی‌استیشن برای تمامی اعضای شبکه پلی‌استیشن (PSN) در دسترسی قرار گرفت.
بازی در آمریکای شمالی در تاریخ ۲ نوامبر ۲۰۱۰، در اروپا در تاریخ ۳ نوامبر، در استرالیا و نیوزیلند در تاریخ ۴ نوامبر و در بریتانیا و ایرلند در تاریخ ۵ نوامبر منتشر شد. تا ژوئن سال ۲۰۱۲، خدای جنگ: روح اسپارت سراسر جهان ۱٫۲ میلیون نسخه فروخته بود. درکنار خدای جنگ: زنجیرهای المپ این بازی در خدای جنگ: کلکسیون ریشه‌ها برای پلی‌استیشن ۳ در ۱۳ سپتامبر ۲۰۱۱ در آمریکای شمالی و در ۱۶ سپتامبر در اروپا منتشر شد. این کلکسیون یک نسخه به‌روزترشده از هردو بازی است که شامل ویژگی‌هایی مانند گرافیک اچ‌دی، برجسته‌بینی و گرافیک دارای فیلتر تصحیح فرکانس همراه با ۶۰ فریم بر ثانیه، عملکرد لرزش دوال‌شاک۳ و تروفی بود. خدای جنگ: کلکسیون ریشه‌ها نیز در ۱۳ سپتامبر در شبکه پلی‌استیشن برای دانلود در آمریکای شمالی قرار گرفت. در ژوئن ۲۰۱۲، خدای جنگ: کلکسیون ریشه‌ها سراسر جهان ۷۱۱٬۷۳۷ نسخه فروخته بود. در ۲۸ اوت ۲۰۱۲، سونی کلکسیون خدای جنگ، خدای جنگ ۳ و کلکسیون ریشه‌ها را به عنوان سرگذشت خدای جنگ به عنوان بخشی از کلکسیون‌های ویژه پلی‌استیشن ۳ در آمریکای شمالی منتشر کرد.

### بازاریابی
کاربرانی که بازی را پیش‌خرید کرده بودند، محتوای قابل دانلود (DLC) انحصاری بازی را به عنوان پاداش دریافت کردند که شامل موسیقی متن بازی، یک تم مخصوص برای پلی‌استیشن همراه و پلی‌استیشن ۳، یک آواتار قابل استفاده در شبکه پلی‌استیشن، یک لباس قابل استفاده درون بازی و یک مستند از ساخت بازی بود. بازیکنان دارای پی‌اس‌پی گو با پیش‌خرید کردن بازی میان ۲ تا ۲۳ نوامبر ۲۰۱۰ پاداش‌های پیش‌خرید را دریافت کردند. گیم‌استاپ نیز به بازیکنان یک ناحیه چالشی افزوده به نام «جنگل فراموش‌شده» پیشنهاد می‌داد.
روح اسپارت همچنین در یک بسته پلی‌استیشن قرار گرفت که برای مدت زمان کوتاهی قابل خریداری بود. این بسته شامل یک نسخه از بازی، یک کوپن برای دانلود زنجیرهای المپ، یک یوام‌دی از فیلم کیک-اس، یک رم مموری ۲ گیگابایتی و یکی پی‌اس‌پی-۳۰۰۰ با رنگ‌های سیاه و قرمز بود. بسته‌های ویژه برای مدت زمان کوتاهی شامل یک کوپن برای دانلود لباس «دیموس» در بازی خدای جنگ ۳ می‌شدند. لباس دیموس در دسته پی‌اس‌پی نیز بود و دارندگان پی‌اس‌پی گو این لباس را با پاداش‌های پیش‌خرید دریافت کردند. در اروپا، لباس دیموس همچنان با خرید روح اسپارت از فروشگاه پلی‌استیشن قابل دریافت است.

## موسیقی متن
جرارد مارینو و مایک ریگان آلبوم موسیقی متن غیراقتباسی خدای جنگ: روح اسپارت را تهیه کرده‌اند. این آلبوم را سونی در ۱۸ اکتبر سال ۲۰۱۰ در آی‌تونز منتشر کرد که همچنین شامل موسیقی‌های افزوده از زنجیرهای المپ نیز می‌باشد. همچنین موسیقی متن به عنوان پاداش پیش‌خرید روح اسپارت، به شکل محتوای قابل دانلود قرار داده شده بود. اسکوئر انیکس آنلاین اظهار داشت که چندین آهنگ صرفاً برای اهداف زمینه‌ای تهیه شده بودند و باقی ترانه‌ها در مقایسه با موسیقی‌های اصلی مجموعه، در کل خوب بودند.
| فهرست موسیقی‌ها | فهرست موسیقی‌ها                 | فهرست موسیقی‌ها | فهرست موسیقی‌ها |
| شماره          | نام                            | آهنگساز        | مدت            |
| -------------- | ------------------------------ | -------------- | -------------- |
| ۱.             | «آتلانتیس‏»                     | مایک ریگان     | ۳:۰۹           |
| ۲.             | «دیموس‏»                        | جرارد مارینو   | ۲:۰۵           |
| ۳.             | «کالدرا‏»                       | ریگان          | ۳:۱۷           |
| ۴.             | «نبرد با سکولا‏»                | ریگان          | ۱:۳۴           |
| ۵.             | «شهر خاکستر‏»                   | مارینو         | ۲:۴۴           |
| ۶.             | «کوهستان‌های آروئانیا‏»          | ریگان          | ۳:۰۹           |
| ۷.             | «دختر مرگ‏»                     | مارینو         | ۱:۴۴           |
| ۸.             | «روح اسپارت‏»                   | ریگان          | ۳:۰۰           |
| ۹.             | «برادر‏»                        | مارینو         | ۱:۵۴           |
| ۱۰.            | «دره‌های غم و اندوه‏»            | مارینو         | ۳:۱۰           |
| ۱۱.            | «برادر شکست خورده‏»             | مارینو         | ۲:۴۹           |
| ۱۲.            | «قلمروی مرگ‏»                   | ریگان          | ۳:۲۱           |
| ۱۳.            | «انتقام دیموس‏»                 | مارینو         | ۱:۳۶           |
| ۱۴.            | «برادران در آغوش‏»              | مارینو         | ۱:۲۱           |
| ۱۵.            | «کالیوپه‏» (موسیقی جایزه)       | مارینو         | ۲:۵۳           |
| ۱۶.            | «خشم خارون‏» (موسیقی جایزه)     | مارینو         | ۱:۵۷           |
| ۱۷.            | «مبارزه ایرانی‏» (موسیقی جایزه) | مارینو         | ۱:۳۷           |
| مجموع مدت:     | مجموع مدت:                     | مجموع مدت:     | ۴۱:۰۸          |

## بازخوردها
| گردآورنده  | امتیاز |
| ---------- | ------ |
| گیم‌رنکینگز | ۸۷٫۳۱٪ |
| متاکریتیک  | ۸۶/۱۰۰ |

| ناشر         | امتیاز |
| ------------ | ------ |
| وان‌آپ.کام    | A−     |
| یوروگیمر     | ۷/۱۰   |
| گیم اینفورمر | ۹٫۵    |
| گیم‌تریلرز    | ۹٫۴/۱۰ |
| آی‌جی‌ان       | ۹٫۵    |
| جویستیک      | ۴٫۵/۵  |
| پی‌اس‌ام       | ۱۰/۱۰  |

خدای جنگ: روح اسپارت در کل بازخوردهای خوبی گرفته‌است. نیکول تنر از آی‌جی‌ان می‌گوید «در گیم‌پلی بازی عنصر نویی به چشم نمی‌خورد، اما این چیز بدی نیست» منتقد وان‌آپ.کام، کریس پرریا گفته که کنترل‌های بازی با «در کل با زنجیرهای المپ یکی هستند» اما هنوز این بازی «یک بازی اکشن خوب جای گرفته‌است». او همچنین گفته‌است که بازی طوری ساخته شده‌است که همچنان ارزش بازی کردن را دارد «مگر اینکه واقعاً از این سری خسته شده باشید». منتقد جویستیک، رندی نلسون دربارهٔ این بازی اظهار دارد که «طرح کلی بازی به نظر می‌رسد که از اول برای کنسول‌های خانگی طراحی شده‌است» و «اگر دنبال بازی خلاقانه‌ای بودید، ناامید خواهید شد.» منتقد گیم اینفورمر جو جوبا، دربارهٔ بازی اظهار داشت که «دیگر مکانیک‌های اصلی مبارزه تا حدی آشنا است، اما اصلاحات بسیار گیم‌پلی را بهبود بخشیده‌اند.» به گفته پلی‌استیشن: مجله رسمی، «روح اسپارت یک تجربه غوطه‌ور کننده و به یاد آورنده را در کنار دیگر بازی‌های پی‌اس ۳ ارائه می‌دهد» سیمون پارکین از یوروگیمر، سیستم مبارزه بازی را ستود اما او اظهار داشت که «این بازی برای سری خدای جنگ یک قدم به عقب است» و ادعا کرد که «این بازی برای بازیکنان تازه یا آن‌هایی که هنوز خدای جنگ ۳ را تجربه نکردند لذت‌بخش است».
کریس پریرا که داستان بازی را تحسین می‌کرد، ادعا داشت که «داستان بازی بیشتر یک نوع داستان شخصی‌تر بود اما همچنان امضای سری خدای جنگ را داشت» و اینکه مینی‌گیم سکس در بازی «بیش از حد» بود. نلسون دربارهٔ بازی اظهار داشت که «این بازی معیارهای کیفیت در گیم‌پلی، داستان‌سرایی و عامل متعجب کردن بازیکنان در بازی را نگه می‌دارد و در عین حال و همانند بازی متال گیر سالید: رهرو صلح است. این بازی همچنان با ارائه شگفت‌انگیز خود باعث می‌شود تفاوت میان نسخه‌های همراه و خانگی را متوجه نشوید.» جوبا دربارهٔ این بازی گفته‌است که «این بازی لحظه‌های شگفت‌کننده‌ای ندارد، اما به هیج وجه یک داستان جانبی نیست و طرفداران خدای جنگ حتماً باید این بازی را تجربه کنند» گیم‌تریلرز گفته‌است که «این بازی داستان بسیار جالبی دارد و حتماً احساس آشنا بودن می‌دهد.» هرچند، پارکین دربارهٔ این بازی اظهار داشت که «مشکل اصلی بازی، ساختار درونی آن است» و «نگران این است که سری بدون انتها بالا برود.» او همچنین ادعا کرد که توسعه دهندگان «حس شگفت‌زدگی که در این سری رایج است را از بین برده‌اند» و «عنصرهای باقی مانده بازی نمی‌توانند حس و حال آن را منتقل کند.»
دربارهٔ ویژگی‌های دیداری، تنر اظهار داشت که «گرافیک بازی از حجم زیادی از بازی‌های پلی‌استیشن ۲ بهتر است» و «تاکنون بهترین بازی از لحاظ گرافیک برای پی‌اس‌پی است.» پریرا گفته‌است که این بازی همانند یا حداقل گرافیک بهتری از دیگر بازی‌های کنسول‌های قابل حمل دارد.نلسون دربارهٔ گرافیک بازی گفته‌است که «این گرافیک بهتری گرافیکی است که روی کنسول‌های قابل حمل تجربه خواهید کرد» و اینکه «باعث می‌شود دو نسخه اول خدای جنگ قدیمی به نظر برسند.» گیم تریلرز اظهار داشت که «بهترین ویژگی‌های دیداری که برروی پی‌اس‌پی خواهید دید را تجربه خواهید کرد.» پارکین گرافیک بازی را برای یک سکوی در دست «شگفت‌انگیز» توصیف کرد، هرچند او اظهار کرد که در مقایسه با خدای جنگ ۳ کمی «خسته» به نظر می‌آید.

### جایزه‌ها و تقدیرها
در مراسم ای۳ سال ۲۰۱۰، روح اسپارت جایزه‌های گوناگونی را کسب کرد، مانند «بهترین بازی در دست»، «بهترین بازی پی‌اس‌پی»، «بازی پی‌اس‌پی نمایش» و همچنین برای سه مقام نامزد شد. مجله رسمی پلی‌استیشن به آن «جایزه طلایی» را اهدا کرد. کوتاکو به آن جایزه «انتخاب سردبیر» را داد و اظهار کرد که خدای جنگ: روح اسپارت به اندازه یک درخت نخل حماسی است. در مراسم جوایز بازی‌های ویدئویی اسپایک در سال ۲۰۱۰، این بازی جایزه «بهترین بازی در دست» را کسب کرد. در سال ۲۰۱۱، خدای جنگ: روح اسپارت برای جایزه «در دست» در مراسم بفتا (BAFTA) نامزد شده بود.

## واژه‌نامه
1. ↑  Nicholas Baker
2. ↑  Jesse Van Beurden
3. ↑  Callisto
4. ↑  Deimos
5. ↑  Blades of Athena
6. ↑  Arms of Sparta
7. ↑  God of War: Origins Collection
8. ↑  Thera's Bane
9. ↑  Erinys
10. ↑  Lanaeus
11. ↑  Gravedigger
12. ↑  Ru Weerasuriya
13. ↑  Dana Jan
14. ↑  Terrence C. Carson
15. ↑  Erin Torpey
16. ↑  Gideon Emery
17. ↑  Steven Blum
18. ↑  Paul Eiding
19. ↑  Linda Hunt
20. ↑  Mark Deklin
21. ↑  Arthur Burghardt
22. ↑  Antony Del Rio
23. ↑  Bridger Zadina
24. ↑  Jennifer Hale
25. ↑  Atlantis
26. ↑  Deimos
27. ↑  The Caldera
28. ↑  Batte with the Scylla
29. ↑  City of Ashes
30. ↑  Aroania Mountains
31. ↑  Daughter of Death
32. ↑  Ghost of Sparta
33. ↑  The Brother
34. ↑  Canyons of Sorrow
35. ↑  The Fallen Brother
36. ↑  Death's Domain
37. ↑  Deimos' Revenge
38. ↑  Brothers in Arms
39. ↑  Calliope
40. ↑  The Wrath of Charon
41. ↑  Persian Combat